# Alfred de Marigny
Alfred de Marigny (29 de marzo de 1910 - 28 de enero de 1998) fue un supuesto conde francés absuelto del asesinato de su suegro, el magnate Sir Harry Oakes.

## Biografía
Marie Alfred Fouquereaux de Marigny, cuyo nombre real era Alfred Fouquereaux, siendo de Marigny el apellido de su madre, nació el 29 de marzo de 1910 en la isla de Mauricio, en una familia francesa acomodada. Consentía que se dirigieran a él como Conde, pero no pertenecía a la nobleza.  De Marigny asumió el título francés de Conde por parte de la familia de su madre.

### El caso del asesinato de Sir Harry Oakes
De Marigny se casó con la hija de Sir Harry Oakes, Nancy, el día después de su 18 cumpleaños. Era el tercer matrimonio de De Marigny; los dos primeros también fueron con mujeres ricas que rompieron esas relaciones poco después del matrimonio. Cuando Sir Harry fue asesinado el 7 de julio de 1943, De Marigny era el principal sospechoso y fue arrestado poco después. En su juicio, los detectives que el duque de Windsor, entonces gobernador de las Bahamas, había traído desde Miami, afirmaron haber encontrado la huella dactilar de De Marigny cerca de la cama de Sir Harry Oakes. La defensa argumentó que la huella dactilar había sido levantada y colocada en el dormitorio. Nancy Oakes apoyó a su esposo durante todo el juicio y testificó en su favor. Existe la teoría de que Sir Harry fue asesinado porque iba a revelar la existencia de un plan que implicaba al duque de Windsor con el lavado de dinero nazi en Méjico. En esta trama, así como en el asesinato, estarían involucrados Harold Christie y su hermano Frank. Los buenos burgueses de Nassau, las mismas personas a las que de Marigny despreciaba, se encargarían de esconder bajo la alfombra cualquier escándalo que afectara a uno de los suyos.
El jurado absolvió a De Marigny del cargo de asesinato, pero recomendó que, por ser "extranjero indeseable", debería ser expulsado de la isla. Se cree que la recomendación de deportación fue propiciada por la clase dominante de la isla que despreciaba a De Marigny (El duque de Windsor había descrito a De Marigny como "un aventurero sin escrúpulos, de mala reputación y conducta inmoral con las mujeres jóvenes"). Después de su deportación, los de Marigny se establecieron en Cuba hasta su separación en 1949.
Hay varios libros sobre el caso, incluido uno del propio De Marigny. Se han propuesto muchas teorías, incluida la presunta participación de la mafia, pero el editor del periódico de Nassau, John Marquis, insistió en su libro publicado en 2005, Blood and Fire (Sangre y fuego) que el asesinato fue estrictamente un asunto local, planeado por blancos ricos de Nassau para evitar que Oakes moviera su dinero a México. Implicó a Sir Harold Christie en el complot y culpó al duque de Windsor de facilitar el encubrimiento por encargar a dos detectives corruptos de Miami la investigación del caso.

### Familia
De Marigny casó cuatro veces:
1. Lucie-Alice Cahen, en 1937, matrimonio que duró cuatro meses[1]
2. Ruth Fahnestock Schermerhorn (1937-?)[13]
3. Nancy Oakes (1942–1949)[14]
4. Mary Morgan-Taylor (1952–1998),[3] con la que tuvo tres hijos.

De Marigny emigró a Canadá hacia el final de la Segunda Guerra Mundial y se alistó en el ejército canadiense en julio de 1945. Vivió en Quebec durante tres años antes de ser expulsado de Canadá. Pasó periodos de tiempo en los Estados Unidos, Jamaica, Haití y los Estados Unidos nuevamente antes de finalmente marchar a América Central.
Murió en Houston, Texas. Le sobrevivió su esposa, Mary; sus hijos Morgan y John; sus nietos William, Alexandra, Elizabeth, George, Charlotte y Mary Catherine. Su hijo, Philip de Marigny, falleció en vida de Alfred.

## Publicaciones
- More Devil Than Saint (Bernard Ackerman, 1946)[18]
- A Conspiracy of Crowns con Mickey Herskowitz (Bantam/Crown, 1990)